# فرودگاه شهری مورهد
فرودگاه شهری مورهد (به انگلیسی: Moorhead Municipal Airport) یک فرودگاه همگانی بهره‌برداری هوایی است که یک باند فرود آسفالت دارد و طول باند آن ۱۳۷۲ متر است. این فرودگاه در کشور ایالات متحده آمریکا قرار دارد و در ارتفاع ۲۷۹ متری از سطح دریا واقع شده‌است.